# Кръстоцветни
(Brassicaceae) е семейство покритосеменни растения, включващо около 3000 вида. Те са предимно тревисти растения и растат в райони с различна надморска височина. Преобладават видове, които са приспособени към сухи и засушливи места. В България се срещат боянка, горва, зъбник, лопатка, лъжичина, овчарска торбичка и други.
Стъблата на видовете от семейство Кръстоцветни са най-често тревисти и изправени.
Листата са без прилистници, разположени са спирално. При много видове (пролетна гладница) има приосновна розетка. Много често листата се различават по форма и размери от останалите листа – разнолистие.
Цветовете на кръстоцветните са двуполови и правилни. Обикновено са събрани в съцветия – най-често грозд или щит. Околоцветникът е двоен, с радиална симетрия. Чашелистчетата са в два кръга по две. Венчелистчетата са четири, разположени на кръст (оттук и наименованието на семейството). Тичинките са шест, като две от тях са външни (с по-къси дръжки) и четири с по-дълги. Плодникът е един. Опрашват се от насекоми. Цветната формула за семейство Кръстоцветни е: П 1 Ч 4 В4 Т2+4.
Плодът е сух, разпуклив. Когато е по-дълъг, се нарича шушулка (черен синап), а когато е по-къс – шушулчица.

## Стопанско значение
Кръстоцветните имат много важно стопанско значение. За храна на човека се използват различни сортове зеле, карфиол (цветно зеле), брюкселско зеле, алабаш, репички, ряпа. Те натрупват хранителни вещества в различни части на растението: главесто зеле – в корена, алабашът – във видоизмененото стъбло. Хрянът, синапът и боянката се употребяват за подправки. От семената на белия и черния синап се прави горчица.
Фуражно растение е репкото. Маслодайни растения са рапицата, белият и черният синап. От семената им се произвеждат технически масла. Синапеното брашно се използва при възпаление на белите дробове и горните дихателни пътища.
Декоративни растения са шибоят, лопатката, вечерницата и др. Плевели от семейство Кръстоцветни са дивата ряпа, черният синап, овчарската торбичка и други.